# Wyścig Chin WTCC
Wyścig Chin WTCC – runda World Touring Car Championship rozgrywana od 2011, obecnie na Shanghai International Circuit w Szanghaju. W 2011 odbyła się na innym torze w największym mieście Chin – Shanghai Tianma Circuit, jednak pierwotnie miała się ona rozegrać na torze Guangdong International Circuit w mieście Sihui, około 50 km na zachód od Kantonu, stolicy prowincji Guangdong.

## Zwycięzcy
| Sezon | Kierowca                   | Samochód         | Zespół                               | Lokalizacja     | Wyniki |
| ----- | -------------------------- | ---------------- | ------------------------------------ | --------------- | ------ |
| 2011  | Wyścig 1: Alain Menu       | Chevrolet Cruze  | Chevrolet                            | Tianma          | Wyniki |
| 2011  | Wyścig 2: Yvan Muller      | Chevrolet Cruze  | Chevrolet                            | Tianma          | Wyniki |
| 2012  | Wyścig 1: Alain Menu       | Chevrolet Cruze  | Chevrolet                            | Shanghai        | Wyniki |
| 2012  | Wyścig 2: Robert Huff      | Chevrolet Cruze  | Chevrolet                            | Shanghai        | Wyniki |
| 2013  | Wyścig 1: Tom Chilton      | Chevrolet Cruze  | RML                                  | Shanghai        | Wyniki |
| 2013  | Wyścig 2: Tiago Monteiro   | Honda Civic      | Castrol Honda World Touring Car Team | Shanghai        | Wyniki |
| 2014  | Wyścig 1: Tom Chilton      | Chevrolet Cruze  | ROAL Motorsport                      | Goldenport Park | Wyniki |
| 2014  | Wyścig 2: Robert Huff      | Łada Granta      | Lada Sport Lukoil                    | Goldenport Park | Wyniki |
| 2014  | Wyścig 1: José María López | Citroën C-Elysée | Citroën Total WTCC                   | Shanghai        | Wyniki |
| 2014  | Wyścig 2: Mehdi Bennani    | Honda Civic      | Proteam Racing                       | Shanghai        | Wyniki |